# Grad Windegg
Koordinati:   48°17′38″N, 14°35′48″E
Grad Windegg (tudi Windeck) je bil grad približno 3 km vzhodno od Schwertberga v Gornji Avstriji. Grad so prvič omenjali leta 1208. Verjetno so ga zgradili leta 1170. Pokriva 1042 m². Do konca 17. stoletja je končal v ruševinah. Tako do današnjih dni od romanskega gradu ni ostalo veliko. Od leta 1980 grad prenavljajo.